# Девојка-маца
Девојка-маца (јап. 猫耳 nekomusume, енгл. catgirl) јесте женски кемономими лик (букв. „мачје уши”) са мачјим карактеристикама, као што су  мачје уши, мачји реп, или неке друге карактеристике мачјег организма. Девојке-маце се налазе у разним жанровима, али посебно јапанским аниме и манга серијама.

## Историјат
Најстарији помен некомосуме девојака долази са почетка XVIII века, из мисемоно представе у којој је био хибрид жене и мачке. У Едо периоду су биле популарне приче о мачколиким бакенеко бићима која су могла да се трансформишу у проститутке. Популарност девојака-маца наставила се кроз Едо и Шова периоде, појављујући се у многим делима као што су Ehon Sayoshigure (絵本小夜時雨) и Ansei zakki (安政雑記).
Први пример савремене девојке-маце долази из дела Кенђија Мијазаве, Suisenzuki no Yokka (1924) у коме се појављује лик прелепе жене са мачјим ушима. Њихова популарност је порасла 1936. године када су почеле да се појављују у уличним, камишибаи представама. Први аниме са оваквим ликовима је био The King’s Tail (1949). У Америци, најпознатији пример девојке-маце је Жена-мачка, осмишљена 1940. године.
Девојке-маце су још више популаризоване 1978. године када је Јумико Ошима објавила своју мангу The Star of Cottonland. Девојке-маце су од тада само наставиле да расту у популарности. До деведесетих година прошлог века појавиле су се у многим аниме и манга серијама, као и у другим медијима. Толико су вољене да су инспирисале многе конвенције, као што је Nekocon.

## Пријем
Јапански филозоф Хироки Азума изјавио је да су карактеристике мачака попут мачјих ушију и мачјег говора примери мое−елемената. Азума тврди да иако код неких отаку-а слике мачака представљају њихову сексуалну преференцу, мало њих разуме да такве слике могу бити перципиране као изопачене. У критици манга серијала Loveless из 2010. године, феминистичка списатељица Т.А. Нунан тврдила је да у јапанској култури карактеристике мачака имају сличну улогу као у Плејбој зечице у западној култури, служећи као фетишизација младеначке невиности.